# Бажино (Алтайский край)
Бажино — упразднённый посёлок в Залесовском районе Алтайского края. На момент упразднения входил в состав Тундрихинского сельсовета. Исключен из учётных данных в 1987 году.

## География
Располагалось в месте слияния рек Мамонтиха и Ельчиха, на расстоянии приблизительно 14 км (по-прямой) к северу от село Тундриха.

## История
Основан в 1827 году. В 1928 году село Бажино состояло из 249 хозяйств. В административном отношении являлась центром Бажинского сельсовета Залесовского района Барнаульского округа Сибирского края.
Решением Алтайского КИКа от 05 июня 1987 года № 237 населённый пункт, исключен из учётных данных.

## Население
По данным переписи 1926 года в селе проживало 1165 человек (530 мужчин и 635 женщин), основное население — русские.